# Hartwichia rousseloti
Hartwichia rousseloti ist eine Spulwurmart, die bei Krokodilen vorkommt. Sie ist die einzige Art innerhalb der Gattung  Hartwichia  (nach Gerhard Hartwich). Die Erstbeschreibung basierte auf einem Fund im Magen eines Nilkrokodils im Zoo von Brazzaville. Hodda ordnet die Art und Gattung den Multicaecinae zu, nach anderer Auffassung gehören sie zu den Heterocheilinae.

## Merkmale
Merkmale der Gattung sind: Jede der drei Lippen ist durch zwei, an der Innenseite entspringende Stränge verlängert, die sich hinten vereinen. Zwischen diesen Hauptsträngen ist die Kutikula mit fünf weiteren Längssträngen besetzt. Zwischenlippen (Interlabia) sind nicht ausgebildet.
Männchen sind 9 mm lang und 240 µm dick. Der Hinterrand des Halskragens liegt 140 µm hinter dem Vorderende. Der Ösophagus ist 1,1 mm lang, der Ventriculus hat einen Durchmesser von 65 µm. Der Blinddarm ist 730 µm lang. Der Nervenring liegt 360 µm, die Ausscheidungspore 380 µm vom Vorderende entfernt. Kaudalflügel fehlen, der Schwanz ist mit 65 µm sehr kurz. Vor dem Anus liegen sechs Papillenpaare, die Phasmiden liegen zwischen den beiden hintersten. Die Spicula sind einfach gebaut, am Ende spitz und 550 µm lang. Das Gubernaculum ist gut chitinisiert und 105 µm lang.
Weibchen sind 13,2 mm lang und 350 µm dick. Der Hinterrand des Halskragens liegt 180 µm hinter dem Vorderende. Der Ösophagus ist 1,4 mm lang, der Ventriculus hat einen Durchmesser von 70 µm. Der Blinddarm ist 950 µm lang. Der Nervenring liegt 450 µm, die Ausscheidungspore 470 µm vom Vorderende entfernt. Die Vulva liegt in der Körpermitte, 6,7 mm vom Vorderende entfernt. Die Eier sind 80 × 70 µm groß. Der konische Schwanz ist 135 µm lang.